# Shotgun Jones
«Shotgun Jones» — американский короткометражный вестерн Колина Кэмпбелла.

## Сюжет
Фильм рассказывает о зажиточном жителе Запада, Томасе Латье, который занимается животноводством. Однажды он продаёт стадо крупного скота и уходит в город, чтобы положить вырученные деньги в банк. Двое мужчин узнают о сделке и следят за ним в надежде добыть его деньги...

## В ролях
| Актёр             | Роль         |
| ----------------- | ------------ |
| Вилер Окман       | Шотган Джонс |
| Джек МакДональд   |              |
| Фрэнк Кларк       | Томас Латье  |
| Хут Гибсон        |              |
| Бесси Эйтон       | Салли Латтир |
| Фернандо Галвез   |              |
| Уильям Элмер      |              |
| Джозеф В. Джирард |              |